# Anton Karl Wilhelm Gawalowski
Anton Karl Wilhelm Gawalowski (* 16. März 1848 in Schloß Unter-Kloster bei Trebitsch; † 24. März 1927 in Fügen (Tirol)) war ein böhmisch-österreichischer Chemiker.

## Leben
Gawalowski studierte an der Deutschen Technischen Hochschule Brünn Chemie und schloss sich dort der Verbindung Hilaria, dem späteren Corps Marchia Brünn, an. Hier wurde 1866 recipiert und später zum Ehrenmitglied ernannt. Im weiteren Verlauf seines Studiums wechselte er an die Hessischen Ludwigs-Universität Gießen. 1874 war er zunächst Vereinslaboratoriumsassistent und dann Beamter in chemisch-landwirtschaftlichen Industrieunternehmen, um später als Inhaber das chemisch-analytische Laboratorium in Raitz bei Brünn zu betreiben. 1875 wurde er zum Gerichtschemiker am k.k. Landesgericht in Brünn und öffentlichen Zuckerpflichtchemiker bestellt, 1892 zum Nahrungsmittelchemiker. Von 1907 bis 1908 war er Schlusschemiker für Rohpetrolölhandel. Zuletzt war er Konsulent und Beirat verschiedener Industrieunternehmen. Gawalowski war Mitarbeiter an chemischen und pharmazeutischen Fachschriften und Handbüchern. Er konstruierte verschiedene Laborgeräte für analytische Bestimmungen.

## Werk
- Vergleichende Untersuchung der Methoden der Härtebestimmung des Wassers. 1913